# Endless Sorrow
Singles de Ayumi Hamasaki
Never Ever
(2001) Unite!
(2001)
Endless Sorrow (écrit : Endless sorrow) est le 22e single original de Ayumi Hamasaki sorti sous le label Avex Trax, excluant ré-éditions, remixes, et son tout premier single.

## Présentation
Le single sort le 16 mai 2001 au Japon sous le label Avex Trax, produit par Max Matsuura. Il ne sort que deux mois après le précédent single de la chanteuse : Never Ever. Il atteint la 1re place du classement de l'Oricon. Il se vend à 430 220 exemplaires la première semaine, et reste classé pendant 11 semaines, pour un total de 768 510 exemplaires vendus durant cette période. Une autre version du single au format maxi 45 tours vinyle sortira trois mois plus tard, le 11 août 2001.
Bien que officiellement présenté comme un single, le disque contient en fait dix titres, pour un total de près d'une heure d'écoute : la chanson-titre, six versions remixées en plus de sa version instrumentale, et deux versions remixées des chansons-titre des précédents singles Never Ever et Vogue. Cette version remixée de Vogue (Kirari Natsu Ayu Mix) a été utilisée comme thème musical pour une campagne publicitaire pour un produit de la marque de cosmétiques Kose Visee. La version remixée de Never Ever figurera également trois mois plus tard sur la version vinyle du précédent single homonyme.
La chanson-titre Endless Sorrow est la quatrième chanson dont Ayumi Hamasaki a aussi écrit la musique, sous le pseudonyme Crea. Elle a été utilisée comme thème musical pour le drama Mukashi no otoko. Elle figurera dans une version différente sur l'album I Am... qui sortira début 2002, et dans sa version d'origine sur les compilations A Best 2: Black de 2007 et A Complete: All Singles de 2008. Elle sera également remixée sur quatre albums de remix de 2001 à 2003 : Super Eurobeat presents ayu-ro mix 2, Ayu-mi-x 4 + selection Non-Stop Mega Mix Version, Ayu-mi-x 4 + selection Acoustic Orchestra Version, et RMX Works from Cyber Trance presents ayu Trance 3.

## Liste des titres
Toutes les paroles sont écrites par Ayumi Hamasaki, toute la musique est composée par CREA sauf titre N°2 par Kazuhito Kikuchi.
| 1.  | Endless Sorrow "Original Mix"                | Mix : Koji Morimoto        | 5:29 |
| 2.  | Vogue "Kirari Natsu Ayu Mix"                 | CMJK                       | 4:46 |
| 3.  | Endless Sorrow "Natural Green Dub Mix"       | Reo Nagumo                 | 4:06 |
| 4.  | Endless Sorrow "Nicely Nice Skyblue remix"   | Seiki Sato                 | 5:10 |
| 5.  | Never Ever "Dub's Uncategorized Mix 001"     | Izumi "D.M.X" Miyazaki     | 6:37 |
| 6.  | Endless Sorrow "Ram's Advance Mix"           | Ram Doubler                | 7:40 |
| 7.  | Endless Sorrow "Brent Mini's gothic mix"     | Takahiro Izutani           | 4:53 |
| 8.  | Endless Sorrow "Liquid Heart Mix"            | Hanagata, Miyaji, Murayama | 5:28 |
| 9.  | Endless Sorrow "Juicy Ariyama Mix"           | Yoshihiko Ariyama          | 5:03 |
| 10. | Endless Sorrow "Original Mix" (Instrumental) | Mix : Koji Morimoto        | 5:26 |

## Édition vinyle
Singles par Ayumi Hamasaki
Never Ever
(2001) Excerpts from ayu-mi-x III : AD001
(2001)
Endless Sorrow (Endless sorrow) est un maxi 45 tours vinyle de Ayumi Hamasaki.
Il sort en édition limitée le 11 août 2001 au Japon sous le label indépendant Rhythm Republic affilié à Avex Trax. Il sort le même jour que la version vinyle du single Never Ever. 
Il contient la chanson-titre précédée de deux de ses versions remixées, toutes déjà parues sur le 22e single CD homonyme de la chanteuse sorti trois mois auparavant, le 16 mai 2001.
| 1. | Endless Sorrow "Juicy Ariyama Mix" | Yoshihiko Ariyama | 5:03 |

| 1. | Endless Sorrow "Natural Green Dub Mix" | Reo Nagumo          | 4:06 |
| 2. | Endless Sorrow "Original Mix"          | Mix : Koji Morimoto | 5:29 |